# تابو امبکی
تابو اِمبِکی (به انگلیسی: Thabo Mbeki) (زاده ۱۸ ژوئن ۱۹۴۲) دومین رئیس جمهور آفریقای جنوبی است که در انتخابات دموکراتیک عمومی برگزیده شد. وی پیش از ریاست جمهوری از فعالان برجستهٔ مخالف آپارتاید در آفریقای جنوبی و کنگره ملی آفریقا بود. پس از ماندلا امبکی در سال ۱۹۹۹ به ریاست جمهوری رسید و تا سپتامبر سال ۲۰۰۸ در قدرت بود.